# .454 Casull

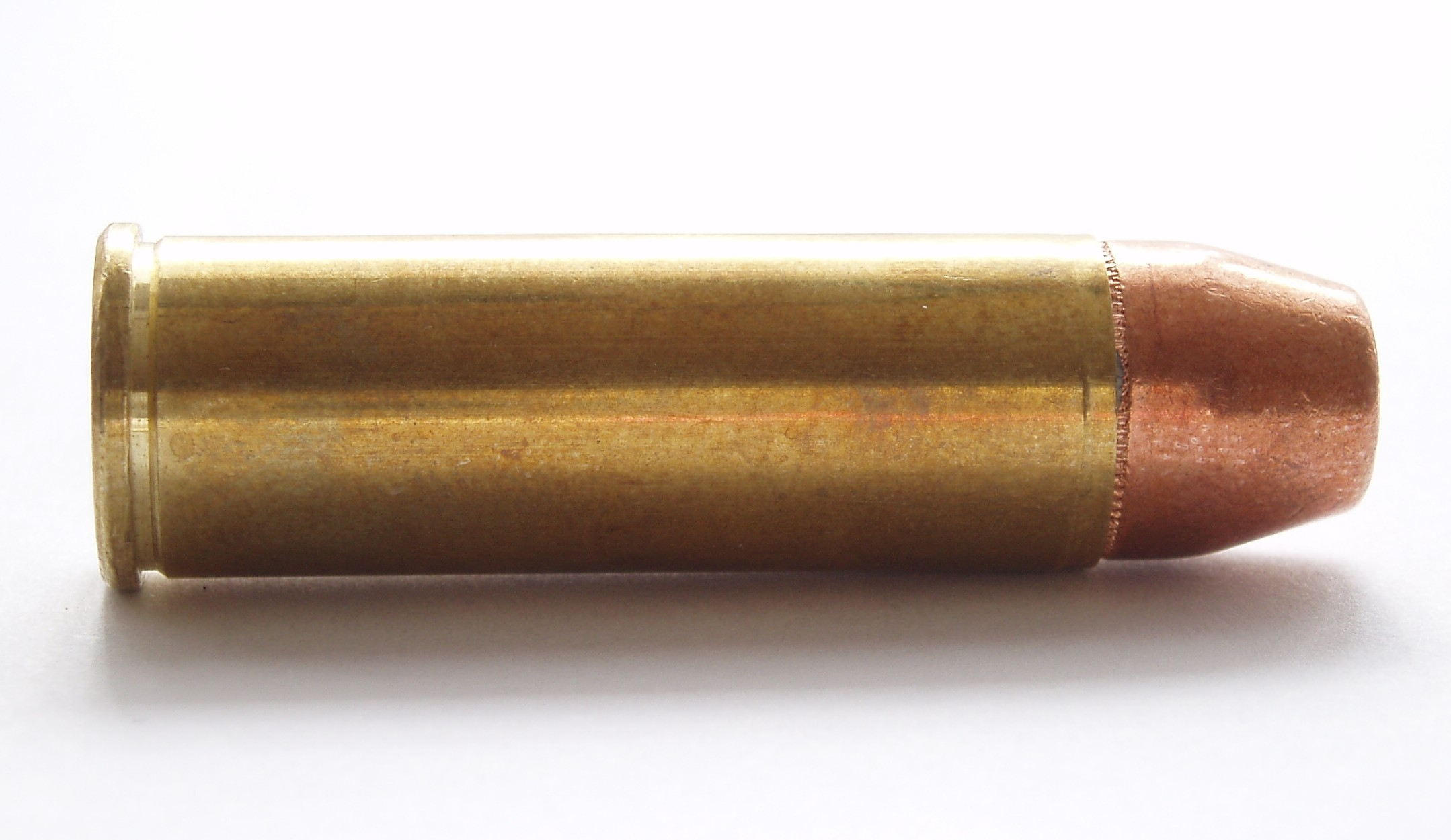
Celoplášťová střela .454 Casull

.454 Casull je vysoce výkonný náboj, vytvořený v roku 1957 americkými konstruktéry J. Fulmerem a D. Cassulem, podle něhož byl nakonec pojmenován. Náboj vychází z ráže .45 Colt, nábojnice byla ovšem prodloužena o 2,5 mm , aby se zamezilo použití .454 Casull do revolverů komorovaných na ráži .45 Colt, což by mohlo nepříznivě ovlivnit životnost zbraně, v horším případě by tato záměna mohla způsobit roztržení komory. Nejznámějším revolverem komorovaným na .454 Casull je Casull Single Action.